# Acalypha dioica
Acalypha dioica é uma espécie de flor do gênero Acalypha, pertencente à família Euphorbiaceae.